# 키프로스난쟁이하마
키프로스난쟁이하마(학명: Hippopotamus minor)는 플라이스토세에서 홀로세 초기까지 존속했던 멸종된 하마의 일종으로, 하마과 하마속에 속해 있었으며 키프로스섬의 토착 생물이었다. 몸무게는 피그미하마와 비슷한 200kg 가량이었으며, 어깨 높이는 76cm, 몸길이는 121cm 가량으로 소형이었다. 피그미하마와는 달리 섬의 왜소 발육화의 영향을 받아 다른 하마 종류와 비교해서 눈에 띄게 몸집이 작아졌다. 유럽하마보다 현생 하마와 더 가까우며, 약 136-158만 년 전에 분화되었다고 추정된다.

## 같이 보기
- 몰타하마
- 시칠리아하마